# Psihoza
Psihoza je psihički poremećaj kod kojeg prvotni simptom otuđenje pacijenta od realnosti. Ogledaju se u poremećenom kontaktu ili čak prekidu kontakta sa stvarnošću, dubokim poremećajima opažanja, emocija, mišljenja i ponašanja. Psihotičnoj osobi često nedostaje uvid u vlastitu bolest, pa zbog toga bolesnik vjeruje da nije on bitno poremećen, već njegova okolina.
Premda se javljaju poremećaji u ponašanju i mišljenju, laici često miješaju psihoze, koje nazivaju ludilima, s urođenom slaboumnošću, tj. niskim intelektualnim sposobnostima ili su uvjereni da psihotična osoba govori samo besmislice. Međutim, neke psihoze nije lako odmah prepoznati, pogotovo u početnim fazama, niti one moraju zahvatiti cjelokupno ponašanje. Ostaju područja normalnih reakcija u kojima se ništa neuobičajeno ne primjećuje, ili nema ničeg upadljivog.
Neuroze su blaže psihičke smetnje,  psihoza je težak mentalni poremećaj zbog kojega bolesnik može biti prilično ograničen za život u društvu. Kao primarni simptom prisutan je gubitak realiteta.

## Vrste psihoza
Psihoze se najčešće dijele u dvije skupine - propratne (organske) i endogene (funkcionalne).
Propratne psihoze nastaju kao izraz organskog oboljenja ili poremećaja. Primjerice kod trbušnog tifusa, progresivne paralize izazvane sifilisom, malarije, poremećaja žlijezda, alkoholizma itd. Kako su ove psihoze sekundarnog karaktera, one nestaju ako se ukloni osnovna bolest ili poremećaj, pod uvjetom da je osnovno oboljenje izlječivo. Te psihoze se zato i nazivaju organske, jer imaju organsku osnovu.
Druga skupina su funkcionalne psihoze. Smatra se da u njihovom nastajanju važniju ulogu imaju urođeni i nasljedni faktori, ali isto tako i cjelokupan sustav socijalizacije i čimbenici sredine.
Jedna od funkcionalnih psihoza je shizofrenija („rascjep duše“) ili raspadanje ličnosti.